# Port lotniczy Wadżda-Angads
Port lotniczy Wadżda-Angads (IATA: OUD, ICAO: GMFO) – port lotniczy położony 12 km na północ od Wadżdy, w Regionie Wschodnim, w Maroku, 600 km od Casablanki, w pobliżu granicy z Algierią.

## Linie lotnicze i połączenia
| Linia Lotnicza      | Kierunek |
| ------------------- | --- |
| Air Arabia Maroc    | 1. Bruksela 2. Marsylia 3. Murcja 4. Paryż-Charles de Gaulle Sezonowo: 1. Barcelona 2. Bruksela-Charleroi (od 21 czerwca 2024) 3. Lille 4. Lyon 5. Montpellier |
| Air Nostrum         | Sezonowe czartery: 1. Lizbona 2. Porto |
| ASL Airlines France | Sezonowo: 1. Paryż-Charles de Gaulle 2. Strasburg |
| Brussels Airlines   | Sezonowo: 1. Bruksela |
| Royal Air Maroc     | 1. Casablanca 2. Paryż-Orly Sezonowo: 1. Düsseldorf 2. Paryż-Charles de Gaulle                                                                                 |
| Ryanair             | 1. Agadir 2. Paryż-Beauvais 3. Bruksela-Charleroi 4. Marrakesz 5. Marsylia 6. Tanger (od 2 maja 2024) 7. Tuluza Sezonowo: 1. Barcelona 2. Weeze                |
| Smartwings          | Sezonowe czartery: 1. Praga |
| Transavia.com       | 1. Lyon 2. Paryż-Orly |
| TUI fly Belgium     | 1. Bruksela Sezonowo: 1. Antwerpia 2. Lille 3. Paryż-Orly 4. Rotterdam                                                                                         |